# Avondspits (radioprogramma)
Avondspits was een Nederlands radioprogramma van WNL. Het werd van 2010 tot en met 2013 op werkdagen uitgezonden op Radio 1 van 18.30 tot 19.00 uur. Aanvankelijk was het een actualiteitenrubriek, later een discussieprogramma.
De eerste uitzending was op 6 september 2010. In 2011 nam Eerdmans de prestatie over van Kasper Kooij en Alex de Vries. Eerdmans maakt er een discussieprogramma van, gebaseerd op door hem geponeerde stellingen. Door de nieuwe programmering van Radio 1 verdween avondspits eind 2013 van de zender. 